# Wim Mennes
Wim Mennes (Lommel, 25 januari 1977) is een Belgisch voetbalcoach en voormalig voetballer die speelde als verdedigende middenvelder.

## Carrière
Mennes maakte zijn profdebuut bij Lommel SK. In 2001 haalde hij met Lommel de finale van de Beker van België, waar hij met het kleinste verschil onderuit ging tegen KVC Westerlo. Mennes speelde de volledige finale. Een jaar na de verloren bekerfinale stapte Mennes over naar Westerlo, waar hij zesenhalf seizoen speelde. Tijdens de winterstop van het seizoen 2008/09 verhuisde hij naar Sint-Truidense VV. Nadat de club in 2012 uit de Jupiler Pro League degradeerde ging Mennes in de lagere divisies spelen voor Bocholter VV, KFC Oosterzonen en Racing Peer.
In 2022 hing Mennes op 45-jarige leeftijd zijn voetbalschoenen aan de haak. Mennes ging meteen na zijn spelersafscheid aan de slag als trainer van eersteprovincialer Wezel Sport, waar hij Sepp De Roover opvolgde. In zijn eerste seizoen als hoofdcoach leidde hij Wezel Sport naar de titel in Derde afdeling VV B. De club promoveerde zo voor het tweede seizoen op rij met dank aan Mennes. In maart 2023 werd reeds bekend gemaakt dat Mennes na het seizoen 2022/23 geen coach meer zou zijn van de club.

## Clubstatistieken
| Seizoen | Club              | Land   | Competitie             | Wedst | Goals |
| ------- | ----------------- | ------ | ---------------------- | ----- | ----- |
| 1995/96 | Lommel SK         | België | Eerste Klasse          | 1     | 1     |
| 1996/97 | Lommel SK         | België | Eerste Klasse          | 1     | 0     |
| 1997/98 | Lommel SK         | België | Eerste Klasse          | 2     | 0     |
| 1998/99 | Lommel SK         | België | Eerste Klasse          | 21    | 1     |
| 1999/00 | Lommel SK         | België | Eerste Klasse          | 21    | 1     |
| 2000/01 | Lommel SK         | België | Tweede Klasse          | 25    | 4     |
| 2001/02 | Lommel SK         | België | Eerste Klasse          | 28    | 5     |
| 2002/03 | KVC Westerlo      | België | Eerste Klasse          | 34    | 2     |
| 2003/04 | KVC Westerlo      | België | Eerste Klasse          | 31    | 0     |
| 2004/05 | KVC Westerlo      | België | Eerste Klasse          | 30    | 2     |
| 2005/06 | KVC Westerlo      | België | Eerste Klasse          | 30    | 2     |
| 2006/07 | KVC Westerlo      | België | Eerste Klasse          | 12    | 1     |
| 2007/08 | KVC Westerlo      | België | Eerste Klasse          | 25    | 4     |
| 2008/09 | KVC Westerlo      | België | Eerste Klasse          | 5     | 0     |
| 2008/09 | Sint-Truidense VV | België | Tweede Klasse          | 15    | 3     |
| 2009/10 | Sint-Truidense VV | België | Jupiler League         | 29    | 0     |
| 2009/10 | Sint-Truidense VV | België | Play-Off I             | 9     | 1     |
| 2010/11 | Sint-Truidense VV | België | Jupiler League         | 27    | 3     |
| 2010/11 | Sint-Truidense VV | België | Play-Off II A          | 5     | 0     |
| 2011/12 | Sint-Truidense VV | België | Jupiler League         | 28    | 0     |
| 2011/12 | Sint-Truidense VV | België | Play-Off III           | 2     | 0     |
| 2012/13 | Bocholter VV      | België | Derde Klasse B         |       |       |
| 2013/14 | Bocholter VV      | België | Derde Klasse B         |       |       |
| 2014/15 | KFC Oosterzonen   | België | Derde Klasse B         |       |       |
| 2015/16 | KFC Oosterzonen   | België | Derde Klasse B         |       |       |
| 2016/17 | KFC Oosterzonen   | België | Eerste klasse amateurs |       |       |
| 2017/18 | Racing Peer       | België | Eerste prov. Limb.     |       |       |
| 2018/19 | Racing Peer       | België | Tweede prov. Limb.     |       |       |
| 2019/20 | Racing Peer       | België | Tweede prov. Limb.     |       |       |
| 2020/21 | Racing Peer       | België | Tweede prov. Limb.     |       |       |
| 2021/22 | Racing Peer       | België | Tweede prov. Limb.     |       |       |
| Totaal  |                   |        |                        | 381   | 30    |

Bijgewerkt: 02/05/2012